# ساري كوه (زاز الشرقي)
ساري کوه (بالفارسية: سری کوه) هي قرية تقع في إيران في قسم زاز الشرقي الریفي.